# Hotazel
Hotazel ist eine Kleinstadt in der Gemeinde Joe Morolong, Distrikt John Taolo Gaetsewe der Provinz Nordkap in Südafrika. Sie liegt 61 Kilometer nordwestlich von Kuruman. 2011 hatte die Stadt 1.756 Einwohner. Der Ort erhielt seinen Namen nach einer ehemaligen Farm, Hotazel leitet sich ab von englisch Hot as Hell, „heiß wie die Hölle“.

## Wirtschaft
Große Bedeutung hat Hotazel durch den Manganerzbergbau in seiner Umgebung erlangt. Im nahegelegenen Black Rock Area werden die weltgrößten und -reichsten Manganerzlagerstätten durch umfänglichen Bergbau genutzt.
Durch den wachsenden Arbeitskräftebedarf im nahen Bergbau entstehen im Ort systematisch angelegte Wohnsiedlungen.

## Verkehrsanbindungen
Wenige Kilometer nördlich von Hotazel beginnt bei Black Rock eine Eisenbahnstrecke für den Erztransport aus dem Kalahari Manganese Field zu verschiedenen inländischen Verarbeitungsstätten, beispielsweise in Cato Ridge, und Erzhäfen Südafrikas. Diesbezügliche Erzexporte gelangen über die zum Port Elizabeth manganese terminal im Hafen von Gqeberha und in den Hafen Durban.
Durch den Streckenausbau des staatlichen Eisenbahnunternehmens Transnet gelangen Manganerze von den Bergwerken aus der Region Hotazel über elektrifizierte Anbindungen zunehmend über den Manganese-corridor mit den Zügen von Transnet Freight Rail in den Tiefwasserhafen Ngqura an die Küste zum Indischen Ozean.
Straßenanbindungen bestehen mit zwei Hauptstraßen zum nationalen Netz. Über die von Rietfontein an der Grenze zu Namibia heranführende R31 gelangt man von Hotazel nach Kuruman und weiter bis Kimberley. Ferner führt von der Grenze zu Botswana aus dem Norden kommend die R380 in südliche Richtung nach Sishen und von dort weiter bis Postmasburg, wo es einen Inlandsflughafen gibt.

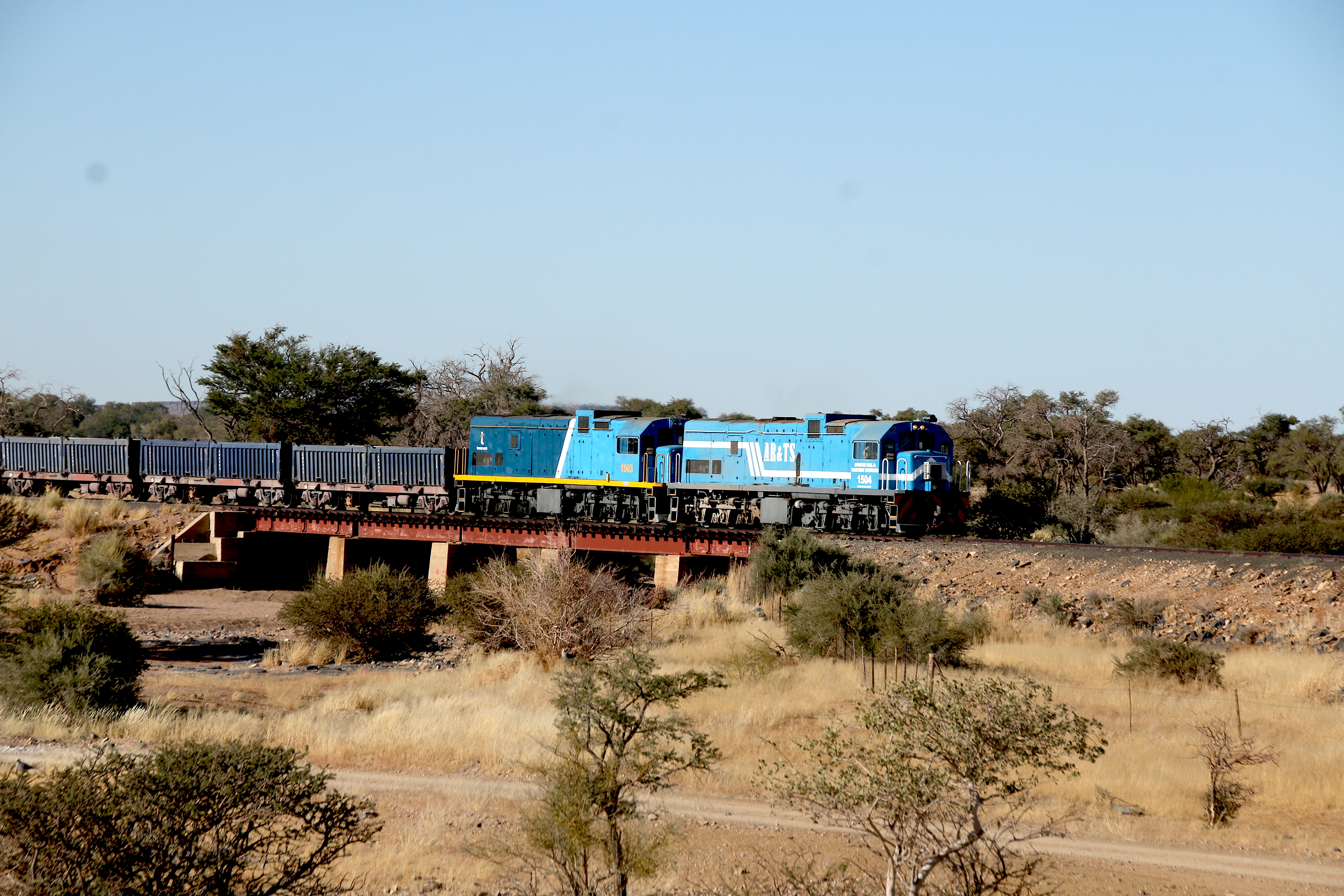
Ein Zug bei Simplon mit Manganerz aus Südafrika auf dem Weg nach Lüderitz